# 劉審交
刘审交（877年—950年3月10日），字求益，五代十国燕国、后唐、后晋、后汉将领，幽州文安人。
刘审交祖父刘海，父亲刘师遂。刘审交年轻时读书，精于吏道，起家担任北平主簿，转为兴唐县令，本府召补为牙校。刘守光称帝，任他为兵部尚书，燕国灭亡，归于太原。晋王李存勖用为诸府从事。同光初年，赵德钧镇幽州，朝廷以内官马绍宏为北面转运使，征召刘审交为判官。王都据定州作乱，朝廷命王晏球进讨，以刘审交为转运供军使。平定王都后，以其功劳授为辽州刺史。次年，为北面供军转运使，改任磁州刺史。以母亲年高，辞官奉养。母亲去世，哀毁过礼，服丧完毕，多年也没有做官。石敬瑭即位后，范延光据魏州造反，杨光远率讨伐，召刘审交为供馈使。当时，石敬瑭分户部、度支、盐铁为三使，一年后，三司更加烦弊，又复合为一，以刘审交为三司使，大臣请求查检天下民田，可以增加租税，刘审交说：“租有定额，天下近年来没有闲田，百姓的苦乐，不可能齐一。”于是没有查检，百姓得以不扰。转授右卫大将军（上将军）。天福六年（941年）夏，出为陈州防御使，外出查看民田，见百姓耕器简陋，于是取来河北耕器为范模，为百姓重新铸造。一年后，平定安从进，刘审交改任襄州防御使。刘审交治理襄、汉，抚民有术。平定青州杨光远后，后晋降平卢军为防御州，以刘审交为防御使，也有政绩，官至检校太傅。青州用兵之后，刘审交抚恤整顿，凋弊复苏。契丹破晋，刘审交因职务替代归京。契丹留萧翰驻守，萧翰任用他为三司使，萧翰走后，唐明宗的儿子许王李从益守京师。李从益在汴州，召高行周、武行德委任军事，他们都不受命。刘知远在太原称帝，史弘肇在泽潞，开封人大惧。李从益之母王淑妃与群臣计划迎接刘知远，当时有燕地辽军千人把守诸门，王淑妃询问文武臣僚：“我母子原在洛阳，处于孤危境遇，一时被萧翰所逼，致使到现在这个地步。你们尽管派人到太原迎请，不要以我母子考虑。”有人说：“会集诸处守营兵士与燕军，足以守城，等待河北高行周等人救应，也是可行的。”王淑妃说：“不是良谋，我母子亡国之余，怎敢与他人争天下。”议论未决，还有守城的声音。刘审交说：“我是燕人也，现在城中有燕军，自当为燕人谋划，但形势有所不可。此城经契丹军攻破除后，民力匮乏，剩下的都是幸存者，如果再做不合适的打算，闭门拒守，一月之内，将没有一个活口。诸君不要再说，应该听从太妃的安排。”于是李从益遣使去太原贡奉，西迎刘知远。刘知远至汴京，罢免刘审交的三司使，让他归入朝班。汉隐帝嗣位，用为汝州防御使。汝州为近辅，人称其难治，刘审交尽去弊端，无扰百姓，有能干之名。乾祐三年二月十九丁亥日，去世，年七十四岁，州人在柩前聚哭，上疏以刘审交生前有仁政的理由，请求留葬本州近郊，立碑起祠，使得每年按时祠祭。汉隐帝下诏准许，赠其为太尉，起祠立碑。相国、太师、秦国公冯道赞道：“我曾经做过刘君的同僚，看他的为政，没有超过别人的地方，不能削减租赋，免除徭役，只是能推广公正廉洁慈善仁爱的心并且实行罢了。这也是一般人所能做到的，只是别人不做而只有刘君一人去做了，所以汝州百姓如此爱戴他。倘若天下各地方长官都能仿效刘君的作为，何患不像刘君那样获得民心呢。”他写下哀词六章，镌刻在墓碑之阴。